# Ostrand der Hohen Schrecke
Der Ostrand der Hohen Schrecke ist ein FFH-Gebiet in der Gemeinde Finne im Burgenlandkreis in Sachsen-Anhalt.

## Allgemeines
Das FFH-Gebiet ist circa 264 Hektar groß. Es grenzt nach Norden und Westen an auf dem Gebiet von Thüringen liegenden FFH- und EU-Vogelschutzgebietes „Hohe Schrecke – Finne“, das hier als Naturschutzgebiet „Hohe Schrecke“ ausgewiesen ist. Ein Großteil des FFH-Gebietes ist Bestandteil der DBU-Naturerbefläche „Hohe Schrecke“. Das FFH-Gebiet ist durch die Landesverordnung zur Unterschutzstellung der Natura 2000-Gebiete im Land Sachsen-Anhalt (N2000-LVO LSA) seit dem 21. Dezember 2018 rechtlich gesichert. Zuständige untere Naturschutzbehörde ist der Burgenlandkreis.

## Beschreibung
Das FFH-Gebiet liegt in etwa zwischen Erfurt und Halle (Saale) am Rand des überwiegend in Thüringen liegenden Höhenzuges Hohe Schrecke. Das am Rand des Naturparks Saale-Unstrut-Triasland liegende FFH-Gebiet umfasst in erster Linie bewaldete Bereiche eines ehemaligen Truppenübungsplatzes, der von den 1930er-Jahren bis 1992 genutzt wurde. Hier stocken Hainsimsen-Buchenwälder und an reicheren Standorten Eichen-Hainbuchenwälder sowie sehr kleinflächig auch Erlen-Eschenwälder.
Die Buchenwälder werden von der Rotbuche dominiert. Dazu gesellen sich Traubeneiche, Bergahorn, Gemeine Esche und Hainbuche. In der nur schütteren Krautschicht siedeln unter anderem Weißliche und Behaarte Hainsimse, Pillensegge, Drahtschmiele, Waldsauerklee, Zweiblättriges Schattenblümchen, Wiesenwachtelweizen, Echter Ehrenpreis und Heidelbeere sowie Waldreitgras, Waldflattergras, Hainrispengras, Waldrispengras, Waldschwingel, Waldsegge und selten Eichenfarn.
Die Eichen-Hainbuchenwälder sind als Labkraut-Eichen-Hainbuchenwälder ausgebildet. In der Baumschicht stocken Traubeneiche, Hainbuche, Winterlinde, Rotbuche, Bergahorn, Elsbeere und Vogelkirsche. In der Strauchschicht sind Hasel und Eingriffeliger Weißdorn zu finden. Die recht artenreiche Krautschicht wird von Buschwindröschen, Maiglöckchen, Großer Sternmiere, Waldveilchen, Waldzwenke, Waldreitgras, Waldknäuelgras, Waldschwingel, Verschiedenblättrigem Schwingel, Hainrispengras und Waldgerste gebildet. Dazu gesellen sich Waldlabkraut, Echte Nelkenwurz, Walderdbeere, Waldziest und Nesselblättrige Glockenblume.
Die Erlen-Eschenwälder werden von Schwarzerle, Gemeiner Esche und Bergahorn aufgebaut. In der Krautschicht siedeln feuchtigkeitsliebende Arten wie Winkelsegge, Rasenschmiele, Waldschachtelhalm, Sumpfpippau sowie Wechselblättriges und Gegenblättriges Milzkraut.
Das FFH-Gebiet ist zusammen mit den Wäldern der Hohen Schrecke in Thüringen Lebensraum verschiedener Fledermausarten und anderer Säugetierarten wie beispielsweise Wildkatze und Luchs. Das Gebiet beherbergt eine große Anzahl holzbewohnender Käferarten, darunter auch verschiedene Urwaldreliktarten.